# Ihor Charkowszczenko
Ihor Ołeksandrowycz Charkowszczenko, ukr. Ігор Олександрович Харковщенко, ros. Игорь Александрович Харьковщенко, Igor Aleksandrowicz Charkowszczenko (ur. 17 stycznia 1967 w Odessie) – ukraiński piłkarz, grający na pozycji obrońcy, trener piłkarski.

## Kariera piłkarska

### Kariera klubowa
Wychowanek Szkoły Piłkarskiej Czornomoreć Odessa. Pierwsze trenerzy Matwij Czerkaski i I.Iwanenko. W 1983 rozpoczął karierę piłkarską w drużynie rezerw Czornomorca Odessa. W 1985 przeniósł się do SKA Odessa, w którym występował przez 8 lat. Na początku 1993 zasilił skład zespołu Nord-AM-Podillia Chmielnicki. Podczas przerwy zimowej sezonu 1993/94 został piłkarzem Weresu Równe. Sezon 1995/96 spędził w Bukowynie Czerniowce. Latem 1996 został zaproszony do Dnipra Dniepropetrowsk. Na początku 1998 wyjechał do Rosji, gdzie grał przez pół roku w klubie Gazowik-Gazprom Iżewsk. Latem 1998 przeniósł się do Bułgarii, gdzie bronił barw klubów Lewski Sofia, CSKA Sofia i Botew Wraca. W 2000 występował w rosyjskim Mietałłurgu Lipieck. Podczas przerwy zimowej sezonu 2000/01 przeniósł się do mołdawskiego Sheriffa Tyraspol. Po roku występów powrócił do Ukrainy i następnie grał w amatorskich zespołach Łasunia Odessa, IRIK Odessa, Syhnał Odessa i Iwan Odessa. W 2005 roku zakończył karierę piłkarską.

## Kariera trenerska
Po zakończeniu kariery piłkarskiej rozpoczął pracę szkoleniową. Najpierw pomagał Wjaczesławowi Hroznemu trenować kluby Arsenał Kijów, Metałurh Zaporoże i Terek Grozny. W latach 2007–2008 pracował w sztabie szkoleniowym rosyjskiego klubu Sachalin Jużnosachalińsk. W styczniu 2010 został zatrudniony na stanowisku asystenta trenera w zespole Dnister Owidiopol. W końcu 2010 opuścił Dnister. Od 12 grudnia 2011 do 31 grudnia 2012 pomagał trenować Toboł Kustanaj. 18 czerwca 2013 został zaproszony do sztabu szkoleniowego Howerły Użhorod, z którą pracował do czerwca 2016 roku. 23 stycznia 2018 stał na czele FK Mynaj, którym kierował do 3 maja 2019.

## Sukcesy i odznaczenia

### Sukcesy klubowe
- mistrz Mołdawii: 2001, 2002
- zdobywca Pucharu Mołdawii: 2001, 2002